# Agnes von Lilien
Agnes von Lilien ist ein Roman von Caroline von Wolzogen. Er gilt als einer der ersten deutschen Bildungsromane mit einer Protagonistin.

## Hintergrund des Romans
Agnes von Lilien erschien zunächst anonym als Fortsetzungsroman in Friedrich Schillers Zeitschrift Die Horen im 10. und 12. Stück des Jahrgangs 1796 sowie im 2. und 5. Stück des Jahrgangs 1797. Vollständig wurde er in zwei Bänden, von denen der erste Band das Horen-Fragment darstellte, bei Unger in Berlin 1798 publiziert. Die Leserschaft bei der Zeitschriftenpublikation hatte lang darüber gerätselt, wer der Verfasser des Romans gewesen sein könnte. Unter anderem wurde Goethe vermutet, da Parallelen zu dessen Bildungsroman Wilhelm Meister bestehen. Diesen Gerüchten widersprach Goethe nicht, sondern schrieb in einem Brief an Schiller am 7. Dezember 1796: „Lassen Sie mir so lange als möglich die Ehre als Verfasser der Agnes zu gelten.“
Schon 1798 erschien der erste Raubdruck und 1802 eine Übersetzung ins Französische. Caroline von Wolzogen wurde berühmt, auch wenn der Roman bald nicht mehr gelesen wurde.

## Handlung
Die Handlungszeit der Agnes von Lilien lässt sich nicht genau definieren, jedoch befasst sich der Roman mit dem sich zuspitzenden Konflikt zwischen der höfischen Gesellschaft und der außerhöfischen, die sich selbst als Intelligenzschicht versteht und zum großen Teil aus Beamten oder Staatsdienern mit bürgerlicher oder niederadliger Herkunft besteht. Der Roman behandelt diesen Konflikt und zeigt, wie eine bürgerlich aufgewachsene junge Frau in die höfische Gesellschaft gelangt und dort von mehreren Intrigen und konventionellen Hindernissen konfrontiert wird, sich jedoch letztlich von dem Ganzen lösen und ihren geliebten Mann heiraten kann.
Der Roman ist in Ich-Form verfasst. Agnes Lilien, die angeblich in früher Kindheit verwaiste Protagonistin, wächst bei ihrem Onkel, dem Pfarrer von Hohenfels, auf, der sie liebevoll erzieht und ihr eine weitgefächerte Bildung vermittelt. Durch die gleichaltrigen Töchter der Gutsherrschaft kommt sie in Kontakt mit der adligen Gesellschaft. Mit achtzehn Jahren verliebt sie sich in einem Fremden, der für einige Tage im Pfarrhaus zu Gast ist. Da er einen Ring trägt, in dem der Name Amalia steht, nimmt sie an, dass er verheiratet ist. Kurz darauf schickt ihr Pflegevater sie als Gesellschafterin zu einer Gräfin, damit sie im Falle seines Todes versorgt ist. Vor ihrer Abreise erfährt sie, dass der Fremde sich als Baron von Nordheim zu erkennen gegeben und bei ihrem Pflegevater um ihre Hand angehalten hat. Die Gräfin führt sie als Fräulein von Lilien in die höfische Gesellschaft und deren Zerstreuung ein, wobei sie u. a. Julius von Alban und den Prinzen kennenlernt. Erst jetzt erfährt sie, dass ihre Mutter lebt. Über den Maler Johannes Charles nimmt sie Kontakt zu ihrer Tochter auf.
Agnes glaubt zu erkennen, dass die Gräfin und Nordheim ein Liebespaar sind und dass Nordheim sie zu einer Ehe mit Julius, den sie zwar als Freund schätzt, aber nicht liebt, bewegen will. Agnes möchte aber lieber gar nicht heiraten, wenn sie Nordheim nicht haben kann. Da erfährt sie von der Gräfin, die tatsächlich Amalia ist, dass diese zwar Nordheim liebt, ihn aber nicht heiraten kann. Während sie hin- und hergerissen ist, ob sie unter diesen Umständen Nordheim lieben darf, werben Julius und der Prinz um sie. Da aber die Prinzessin, die ältere Schwester des Prinzen, zu erkennen glaubt, dass Julius der geeignete Mann für Agnes ist, unterstützen beide zusammen mit Julius’ Schwägerin, Agnes’ Freundin Elise, seine Werbung. Auch Nordheim drängt sie erneut zur Ehe mit Julius. Agnes, die sich von Nordheim verschmäht fühlt, verzehrt sich in Liebeskummer, als Charles sie mitten in der Nacht mit einem Wagen abholt, um sie zu ihrer Mutter zu bringen. Nordheim verfolgt den Wagen mit Reitern. Er und Charles beschuldigen sich gegenseitig, Agnes entführt zu haben bzw. es zu beabsichtigen. Agnes erklärt Nordheim, dass sie und Charles ein Geheimnis teilten, und gesteht Nordheim ihre Liebe, verabschiedet sich dann aber. Nun gesteht auch Nordheim ihr seine Liebe. Charles will ihn aber nicht in das Geheimnis einweihen und bittet ihn, ihnen nicht weiter zu folgen.
Doch bevor sie das Haus ihrer Mutter erreichen, wird Agnes wirklich entführt und zwar von dem Fürsten, dem Vater des Prinzen. Nordheim erfährt als Vertrauter des Prinzen von ihrem Aufenthaltsort und lässt ihr seinen Ring überbringen. Der Prinz besucht sie, und es stellt sich heraus, dass Agnes’ Mutter die Prinzessin ist. Die Prinzessin hatte als junges Mädchen heimlich den Ritter von Hohenfels, einen nicht ebenbürtigen Mann geheiratet, doch ihre Eltern holten sie zurück. Das Kind wurde ihr nach der Geburt weggenommen und einer Bauernfamilie gegeben. Doch dank der Unterstützung der Eltern des Barons Nordheim konnte sie ihren Ehemann heimlich wiedersehen und das Kind, Agnes, bei dem Pastor von Hohenfels unterbringen. Mit Hilfe der Gräfin, der Freundin des jungen Nordheim, des Sohnes ihrer inzwischen verstorbenen Unterstützer, wollte die Prinzessin Agnes nun wieder in ihre Nähe holen. Der Fürst wollte dies durch die Entführung vereiteln und hatte dabei Charles, in Wirklichkeit der heimliche Ehemann der Prinzessin, gefangen genommen. Dem Prinzen gelingt die Befreiung des Vaters, der endlich auf sein Gut zurückkehrt, und wird kurz danach Nachfolger seines Vaters. Agnes Ehe mit Nordheim steht nun nichts mehr im Wege. Ihre Pflegevater traut sie.
Neben der Haupthandlung werden auch mehrere andere unglückliche Liebesgeschichten erzählt, deren Protagonisten mehr oder weniger aktiv in die Handlung eingreifen. So ist die Gräfin als ungebildete Sechzehnjährige verheiratet worden und hatte viele Liebschaften gehabt, ehe es durch Nordheims Einwirken zur Versöhnung der Eheleute kommt. Der Gutsherr, mit dessen Töchtern Agnes als Jugendliche zusammen war, entpuppt sich als unrechtmäßiger Besitzer von Hohenfels.

## Interpretation

### Bildungsroman
Bei einem weiblichen Bildungsroman spielen viele wichtige Faktoren eine entscheidende Rolle. Ein signifikanter Faktor spiegelt sich in der Entwicklung der Protagonistin wider, die sich von ihrem Umfeld abzuheben scheint und der Zeit voraus ist. Das führt wiederum zu einer Veränderung des Bildes einer Frau: Die Protagonistin hat nicht nur die Funktion, eine gute Hausfrau, Mutter und Tochter zu sein, sondern sie wächst und entwickelt sich als Mensch und als Künstlerin weiter. Aufgaben, die eigentlich meistens nur von männlichen Protagonisten ausgeführt und respektiert werden, kann die Protagonistin ebenfalls tätigen. Die Protagonistin ist sehr gebildet und nicht mit den anderen Frauen zu vergleichen. Ihre Empfindsamkeit und ihre Träumereien sind nicht in Worte zu fassen und das Streben nach künstlerischer als auch persönlicher Freiheit ist im Roman sichtlich spürbar. Beispielsweise möchte ihre leibliche Mutter ihr Geld hinterlassen, damit sie nicht an einen Mann gebunden ist und ein unabhängiges Leben führen kann. In der Zeit des 18. Jahrhunderts war dieser Gedanke der Unabhängigkeit nicht allgemein üblich. Das hat auch die Verfasserin, die Schwägerin von Schiller, am eigenen Leib erfahren müssen, da ihre Familie durch den Verlust des Vaters Geldnöte hatte und sie deswegen zur Heirat gezwungen war. Diese Erfahrung hält die Schriftstellerin auch in ihrem Roman fest: es dreht sich kontinuierlich um den Konflikt, ob Agnes ihrem individuellen Ehewunsch nachgehen kann oder ob sie eine Konvenienzehe eingehen muss. Im Ganzen kann man von einem weiblichen Bildungsroman sprechen, da die Protagonistin fortschrittliche Gedanken aufzeigt. Agnes ist mutig, stark und möchte nicht zu der höheren Gesellschaftsschicht dazugehören. Der Roman zeigt auf, dass man sich auch gegen den Strom stellen kann und eigene Wünsche verfolgen muss, auch wenn es in ihrem Fall durch Hilfe anderer Menschen erst gelingen kann. Ungewöhnliche Erzählung aus der Ich-Perspektive. Der typische Frauenroman der Zeit ist ein Briefroman. Agnes stellt die ideale Frauenfigur des 18. Jahrhunderts dar. Es geht vor allem darum, dass die idealen Charakterzüge von Agnes nicht vom höfischen Leben verdorben werden. Die Unschuld die Agnes besitzt ist vielen Charakteren sehr wichtig. Das zeigt die von Konventionen bestimmte Rolle der Frau im 18. Jahrhundert. Vor allem die männlichen Charaktere sorgen sich um Agnes Unschuld.
Nordheim ist das Bild des perfekten Mannes im 18. Jahrhundert. Ebenso zeigt die Verbindung zwischen diesen beiden idealisierten Figuren den Wunsch nach einer Liebesehe im 18. Jahrhundert.

## Ausgaben
- Caroline Wolzogen: Agnes von Lilien. 1798 bei zeno.org
- Caroline Wolzogen: Agnes von Lilien. In den Horen 1796 10. und 12. Stück und 1797 2. und 5. Stück (friedrich-schiller-archiv.de).